# Giornale de' Letterati (Modena)
Il Giornale de' Letterati fu una rivista dedicata alla letteratura e alle scienze pubblicata a Modena dal 1692 al 1698.

## Storia
Il Giornale de' Letterati di Modena fu la continuazione del Giornale de' Letterati di Parma. Nella città di Sant'Ilario, Benedetto Bacchini, con l'aiuto finanziario di Gaudenzio Roberti, bibliotecario della Palatina, aveva condotto fino al 1690 una rivista letteraria e scientifica. 
Apparsa nel 1692, la rivista usciva tutti i mesi, con fascicoli che superavano le trenta pagine. Per i primi anni la periodicità fu regolare. Successivamente, le pubblicazioni divennero intermittenti. Per motivi diversi: l'insorgere di dissidii tra Bacchini e Roberti pregiudicò quasi tutta l'annata 1694; la morte dello stesso Roberti (il 7 maggio 1695) causò una lunga interruzione, che si protrasse fino alla fine del 1695. 
Per quanto riguarda i caratteri tipografici, nel 1692 il Giornale venne stampato da Cozzi e Capponi e nel 1693 da Marc'Antonio Cozza. Dal 1696 la rivista uscì per i tipi dello stampatore Antonio Capponi (sempre di Modena), che sostituì presumibilmente il Roberti come finanziatore. Bacchini tornò ad essere il compilatore unico. Apparvero solo tre annate: 1693 (finita nel 1696), 1696 (stampata nel 1697) e 1697 (stampata nel 1698). Nel numero di dicembre 1697 Bacchini annunciò ai lettori la conclusione dell'esperienza cominciata sei anni prima.
Con questo avviso si chiuse definitivamente l'attività giornalistica del monaco benedettino.

### Temi trattati
I due Giornale dei Letterati del Bacchini recavano il nome delle due riviste letterarie romane dirette dal Nazzari e dal Ciampini fra il 1668 e il 1681, ma si riallacciavano direttamente al Journal des savants, la rivista francese nata nel 1665 e considerata portavoce dei Maurini, la stessa congregazione a cui apparteneva il Bacchini. Infatti, differentemente dalle due omonime riviste romane, le riviste del Bacchini agli articoli di letteratura preferivano quelli riguardanti la teologia, la storia ecclesiastica, l'antiquaria, la medicina e la matematica privilegiando osservazioni basate sull'indirizzo sperimentale galileiano. 
Per la prima volta Bacchini fece apparire la sua firma in calce agli articoli. Dal 1693, accanto al Bacchini si riunì una redazione composta dal Domenico Guglielmini per la matematica, Bernardino Ramazzini per la fisica, la medicina, l'anatomia e la botanica, dal padre conventuale Giuseppe Franchini per il diritto canonico e la teologia, Francesco Spilimberti per il diritto civile e da Giacomo Cantelli per la geografia. Benedetto Bacchelli si occupò direttamente di erudizione, politica e letteratura.